# 1296 Andree
1296 Andree је астероид главног астероидног појаса са пречником од приближно 25,25 .
Афел астероида је на удаљености од 2,762 астрономских јединица (АЈ) од Сунца, а перихел на 2,072 АЈ.
Ексцентрицитет орбите износи 0,142, инклинација (нагиб) орбите у односу на раван еклиптике 4,105 степени, а орбитални период износи 1373,165 дана (3,759 године).
Апсолутна магнитуда астероида је 10,90 а геометријски албедо 0,120.
Астероид је откривен 25. новембра 1933. године.